# Preludio op. 51 n. 2 (Skrjabin)
Il Preludio op. 51 n. 2 di Aleksandr Nikolaevič Skrjabin è il secondo del suo Quatre Morceaux (Quattro pezzi) Op. 51, composto e pubblicato nel 1906. È annotato in La minore. È scritto in 6⁄8 per 30 misure (più una in levare) e dovrebbe avere un'espressione Lugubre.
Questo è uno dei tanti brani che Skrjabin non ha mai suonato in pubblico, insieme alla Sonata n. 6 (op. 62). Lo chiamò "Corde spezzate" ("Zersprungene Saiten" in tedesco) quando Leonid Sabaneev gli ricordò il pezzo durante una discussione sul minore e maggiore. Sabaneyev cita le sue parole: "Oh, non parliamo di questo! Questo è un pezzo spaventoso! [...] All'epoca mi trovavo in una situazione tremenda. Questo preludio e anche la Marcia funebre nella Prima Sonata si sono formati in momenti di scoraggiamento... Ma solo questi due!" (riferendosi all'accusa di Sabaneyev di aver abbandonato la tonalità minore molto tempo fa).